# Pardosa jabalpurensis
Pardosa jabalpurensis là một loài nhện trong họ Lycosidae.
Loài này thuộc chi Pardosa. Pardosa jabalpurensis được Pawan U. Gajbe & Pawan U. Gajbe miêu tả năm 1999.